# ブリアンヌ・タイゼン＝イートン
ブリアンヌ・タイゼン＝イートン（Brianne Theisen-Eaton、1988年12月18日 - ）は、カナダの陸上競技選手。七種競技および五種競技を専門とする。
サスカチュワン州フンボルト出身。ロンドンオリンピックカナダ代表選手で、五種競技のカナダ記録4768点を保持する。2013年世界選手権と2014年世界室内選手権で銀メダルを獲得した。世界選手権七種競技で初めて表彰台に上った選手である。
夫は十種競技の世界記録保持者のアシュトン・イートンで、同じオレゴン大学に在学中に知り合い、2013年7月に結婚した。
2006年、カナダジュニア選手権で優勝し、翌2007年にはパンアメリカンジュニア選手権で金メダルを獲得した。オレゴン大学入学後は数々の学内記録を樹立し、NCAA大会では2009年と2010年の2年連続で勝利した。NCAAの室内選手権でも2度優勝し、2011年には五種競技の学生新記録を打ち立てた。

## 経歴

### 高校まで
サスカチュワン州フンボルトで育ち、フンボルト高校（Humboldt Collegiate Institute）で学んだ。高校では陸上競技以外にもバレーボール（ミドルブロッカー）やサッカー（フォワード）をプレーしていた。ブリアンヌは混成競技を専門とすることを決め、カナダ代表として2005年世界ユース陸上競技選手権大会に出場し、17位で競技を終えた。2006年にはカナダジュニア選手権七種競技で優勝、中国・北京で開かれた2006年世界ジュニア陸上競技選手権大会に出場した。高校3年生で迎えた2007年パンアメリカンジュニア陸上競技選手権大会で金メダルを獲得する。

### 大学時代
2007年後半からスポーツ奨学金を受給し、オレゴン大学に進学して経営学を専攻し始めた。初年にパシフィック10カンファレンスで準優勝し、NCAA選手権で4位に入賞した。翌2008年はNCAA室内選手権五種競技で3位入賞で幕を開けた。屋外では七種競技の世界レベルの選手として頭角を現した。パシフィック10カンファレンスで優勝、NCAAでも6086点の自己新記録で優勝、更に七種競技のカナダタイトルを取った。この活躍によりカナダチームに注目され、2009年世界陸上競技選手権大会代表の座を得て、初めてのシニアの国際大会へ出場した。七種競技では唯一のカナダ代表選手で15位に入った。
ブリアンヌは翌年更に強い選手となり、2010年のNCAA室内選手権で4396点を獲得して五種競技で初優勝、パシフィック10カンファレンスでも七種競技で勝利を収めた。NCAA選手権では6094点に自己ベストを更新して再び優勝した。これらの活躍により、ブリアンヌは2010年の世界20傑にランクインした。同年のNCAA選手権では4×400mリレーのオレゴン大学代表チームとしても出場し、同チームの優勝に貢献した。またテキサスリレーズではオレゴン大学が混成競技（七種・十種）で男女とも優勝したが、女子七種はブリアンヌが、男子十種はアシュトン・イートンが勝利した。後にアシュトンとブリアンヌは婚約し、2013年7月に結婚した。
2011年、NCAA室内選手権で2度目の優勝を果たし、4540点をマークしてジャッキー・ジョンソンが保持していた学生記録を更新した。しかしその後怪我をしてしまったため10か月間大会へ出場することができなかった。2012年1月のテキサスA＆Mチャレンジで試合に復帰、五種競技で4555点をマークして優勝した。これは学生記録かつジル・ロス＝グリフィンが保持していたカナダ記録を更新し、競技中に砲丸投（12m87）と走高跳（1m88）の自己ベストを記録した。2か月後には4536点をマークしてNCAA室内選手権で3度目の優勝を果たし、競技中に60mH（8秒25）の自己ベストを記録した。NCAA選手権七種競技でも6440点をマークして3度目の優勝を飾り、競技中、100mH、砲丸投、走幅跳、やり投の4種目で自己ベストを出した。

### プロとして

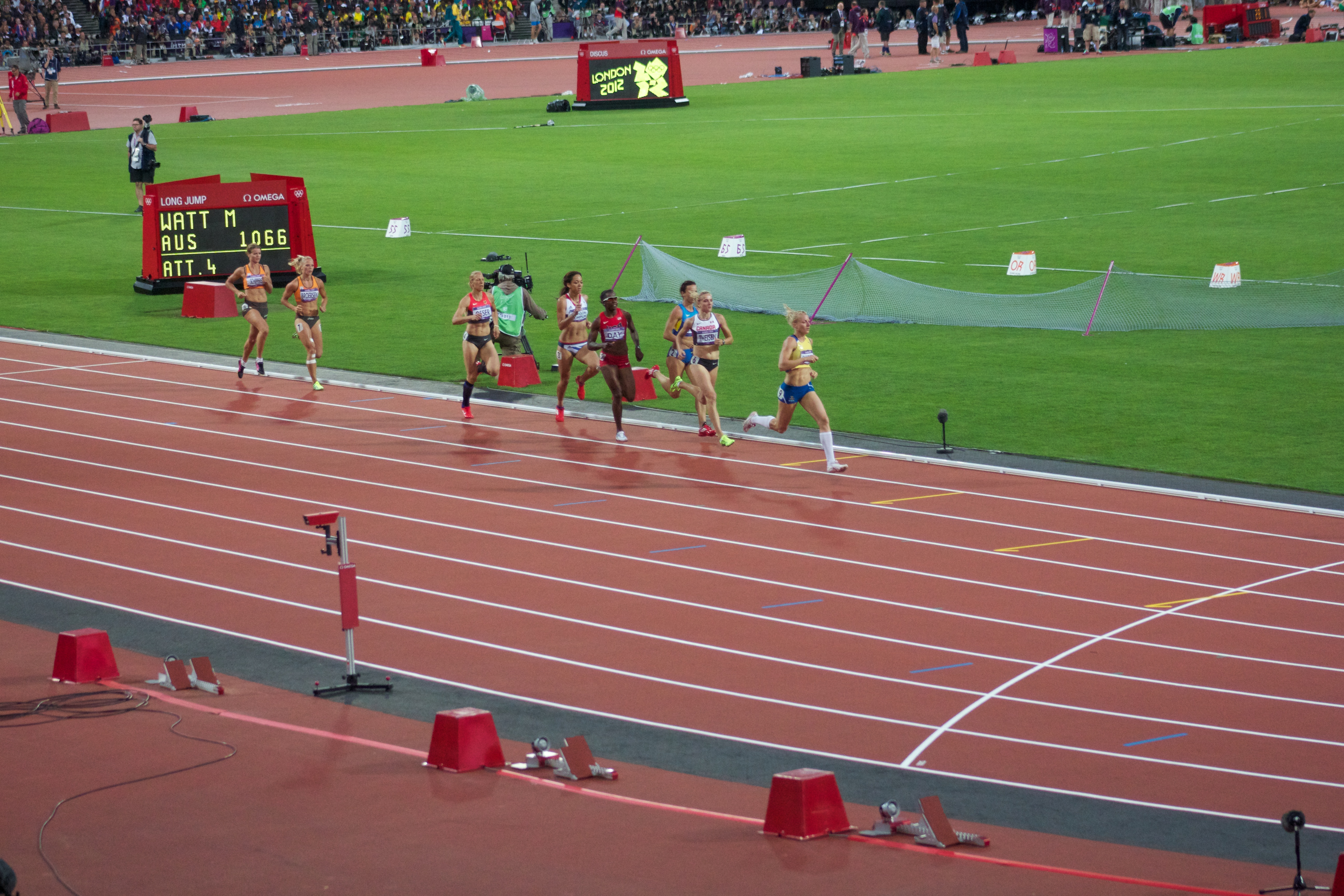
ロンドンオリンピック七種競技の800mで競技するブリアンヌ（右から2人目）

ブリアンヌはカナダ選手権で2位に入り、ロンドンオリンピックでは11位で競技を終えた。2013年のハイポミーティングでは6376点でタチアナ・チェルノワを圧倒して優勝、この大会では男子十種競技でダミアン・ワーナーが勝利し、男女ともカナダ勢が混成競技で優勝するという稀な結果を残した。2013年世界選手権七種競技ではチェルノワとジェシカ・エニス＝ヒルという2人の強力な選手が怪我で欠場するという状況であった。ブリアンヌは6530点の自己新記録をマークしたにもかかわらず銀メダルとなり、56点差でハンナ・メルニチェンコが優勝した。世界選手権はハイポミーティング以来の男女そろってメダル獲得となったが、イートン夫妻による混成競技の金メダル独占は惜しくもならなかった。メダル獲得後のインタビューで、ブリアンヌは「私は110%の力を出して銀メダルを獲得し満足している。アシュトンと私は2人でこの表彰台に立つことを話してきた。ここ数年、アシュトンが勝つのを見てきた間、私は実際こんな気持ちになるだろうなとばかり想像してきた。」と語った。このシーズンはフランスで開かれたデカスターで3位入賞という成績で締めくくった。
ポーランドで開かれた2014年世界室内選手権の五種競技に出場、4768点をマークして、自身の持つカナダ記録を更新した。

## 主な成績
| 年   | 大会               | 会場                      | 結果 | 補足     |
| ---- | ------------------ | ------------------------- | ---- | -------- |
| 2005 | 世界ユース選手権   | モロッコ マラケシュ       | 17位 | 七種競技 |
| 2006 | 世界ジュニア選手権 | 中国 北京                 | 17位 | 七種競技 |
| 2009 | 世界選手権         | ドイツ ベルリン           | 15位 | 七種競技 |
| 2012 | オリンピック       | イギリス ロンドン         | 11位 | 七種競技 |
| 2013 | 世界選手権         | ロシア モスクワ           | 2位  | 七種競技 |
| 2014 | 世界室内選手権     | ポーランド ソポト         | 2位  | 五種競技 |
| 2015 | 世界選手権         | 中国 北京                 | 2位  | 七種競技 |
| 2016 | オリンピック       | ブラジル リオデジャネイロ | 3位  | 七種競技 |

### 学生タイトル
- NCAA室内選手権 - 五種競技（2010年、2011年、2012年）
- NCAA選手権 - 七種競技（2009年、2010年、2012年）、4×400 mR（2010年）